# Case Study Houses

Le programme des Case Study Houses est une expérience architecturale visant à construire des maisons modernes et économiques. Il se déroule sur la côte ouest des États-Unis, principalement autour de Los Angeles entre 1945 et 1966.

## Programme desCase Study Houses
Lancé à l'initiative de John Entenza, rédacteur en chef de la revue Arts & Architecture, le Case Study House Program a pour objectif de concevoir et de construire des modèles de maisons individuelles économiques et fonctionnelles en prévision du boom provoqué par le retour de millions de soldats à la fin de la Seconde Guerre mondiale. Le Case Study House Program annonce que « les maisons doivent pouvoir être reproduites et en aucune façon être des créations particulières » puis « les maison[s] […] ser[ont] conçue[s] dans l'esprit de notre époque, en utilisant dans la mesure du possible, de nombreux matériaux et techniques issus de la guerre, les mieux adaptés à l'expression de la vie de l'homme dans le monde moderne. »
Les architectes sollicités sont parmi les plus importants de l'époque : Richard Neutra, Raphael Soriano, Craig Ellwood, Charles et Ray Eames, Pierre Koenig et Eero Saarinen.
Au total, 36 projets sont conçus entre 1945 et 1966 (34 maisons individuelles et 2 appartements). Certains ne sont finalement pas construits, d'autres subissent de significatives transformations pour s'adapter aux besoins des clients.

## Liste desCase Study Houses

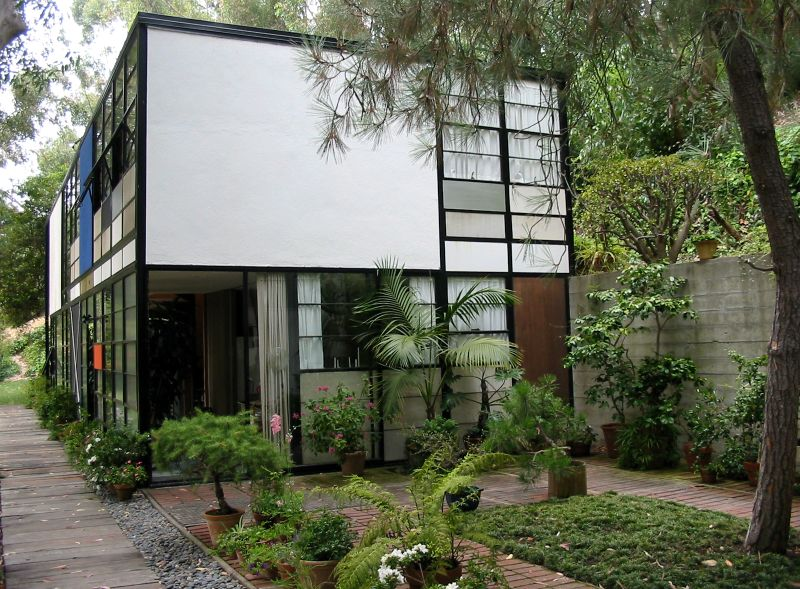
Case Study House n°8 (Eames House) conçue par Charles et Ray Eames

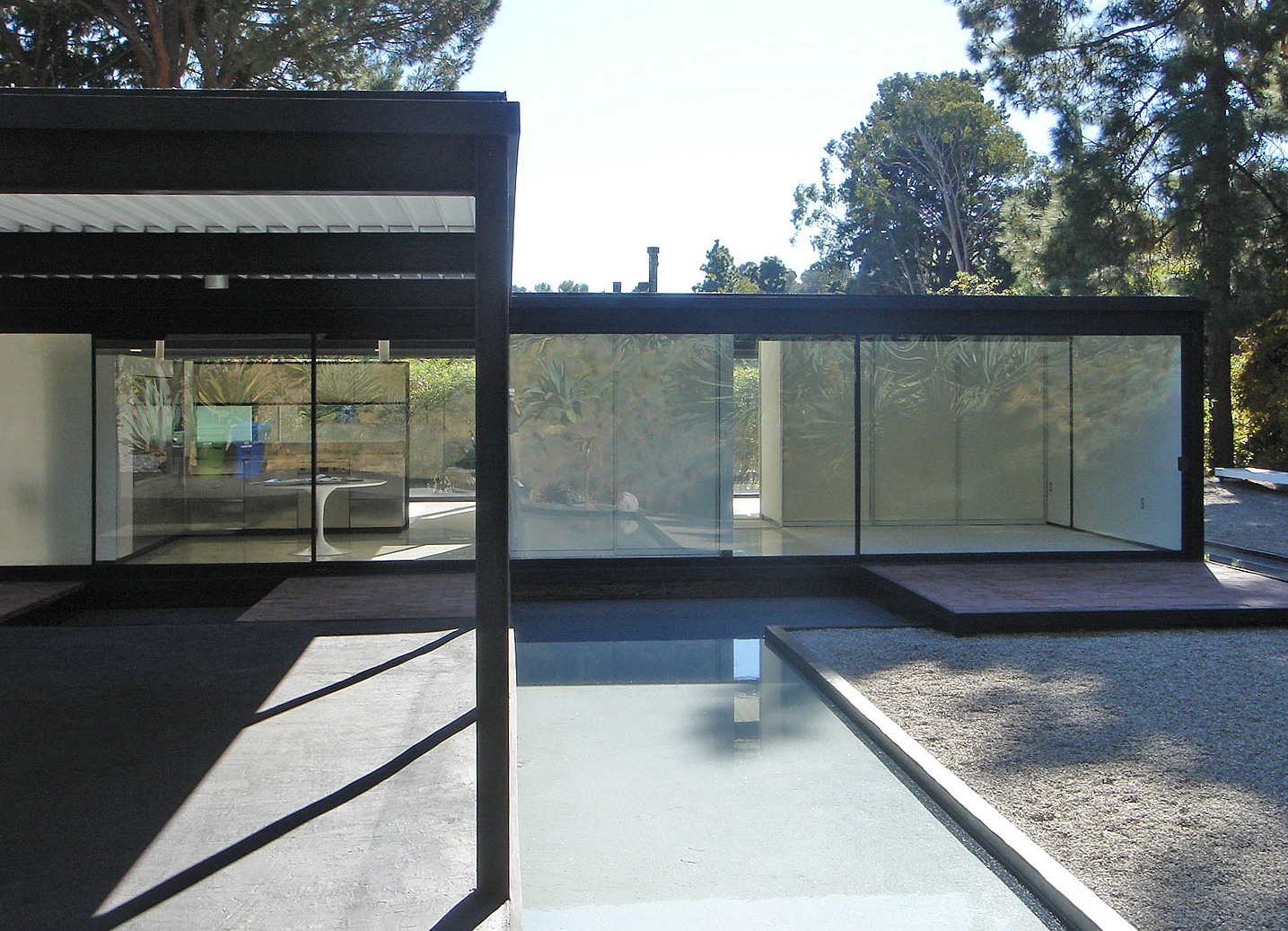
Case Study House n°21 conçue par Pierre Koenig

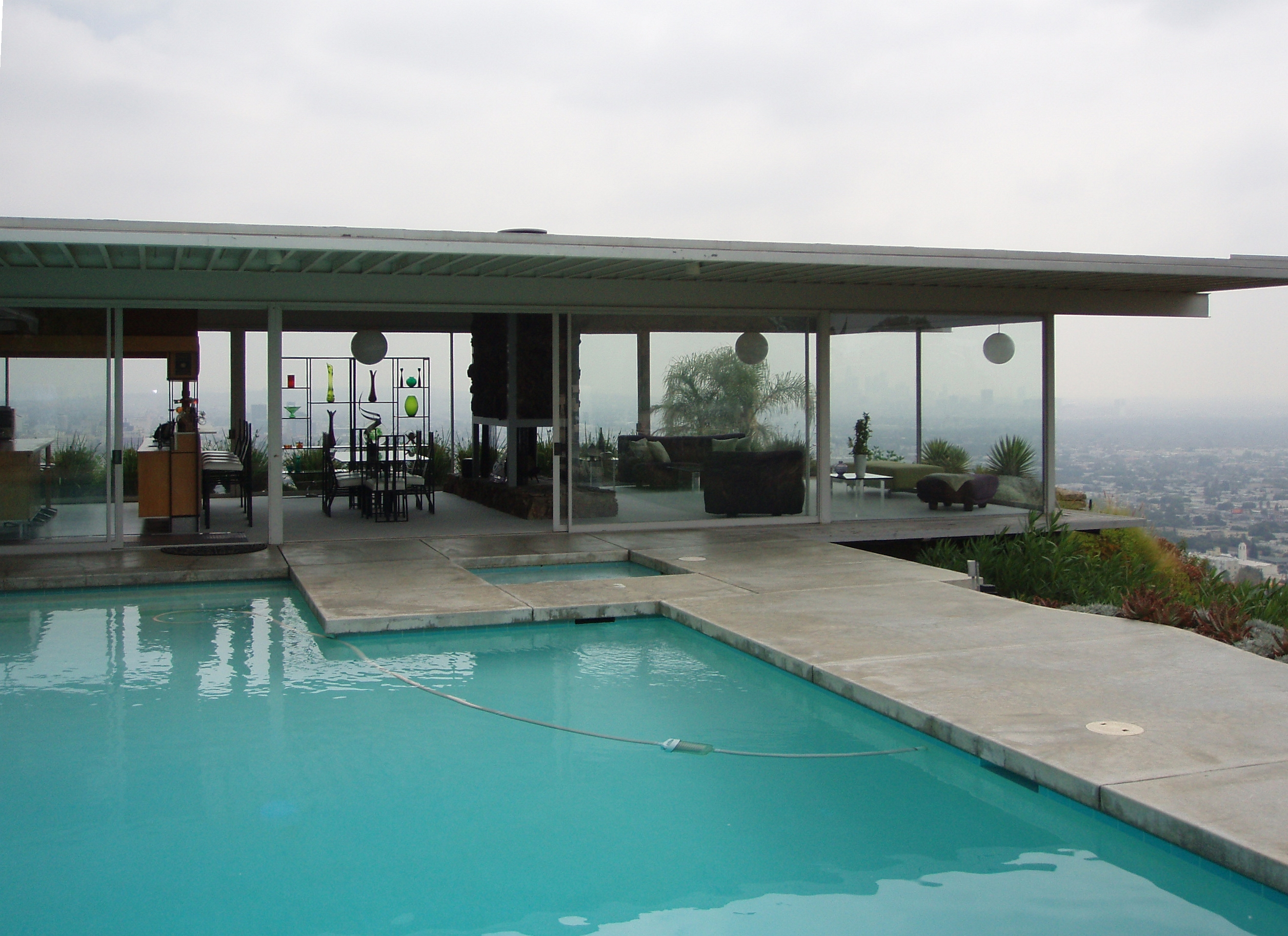
Case Study House n°22 (Stahl House) conçue par Pierre Koenig

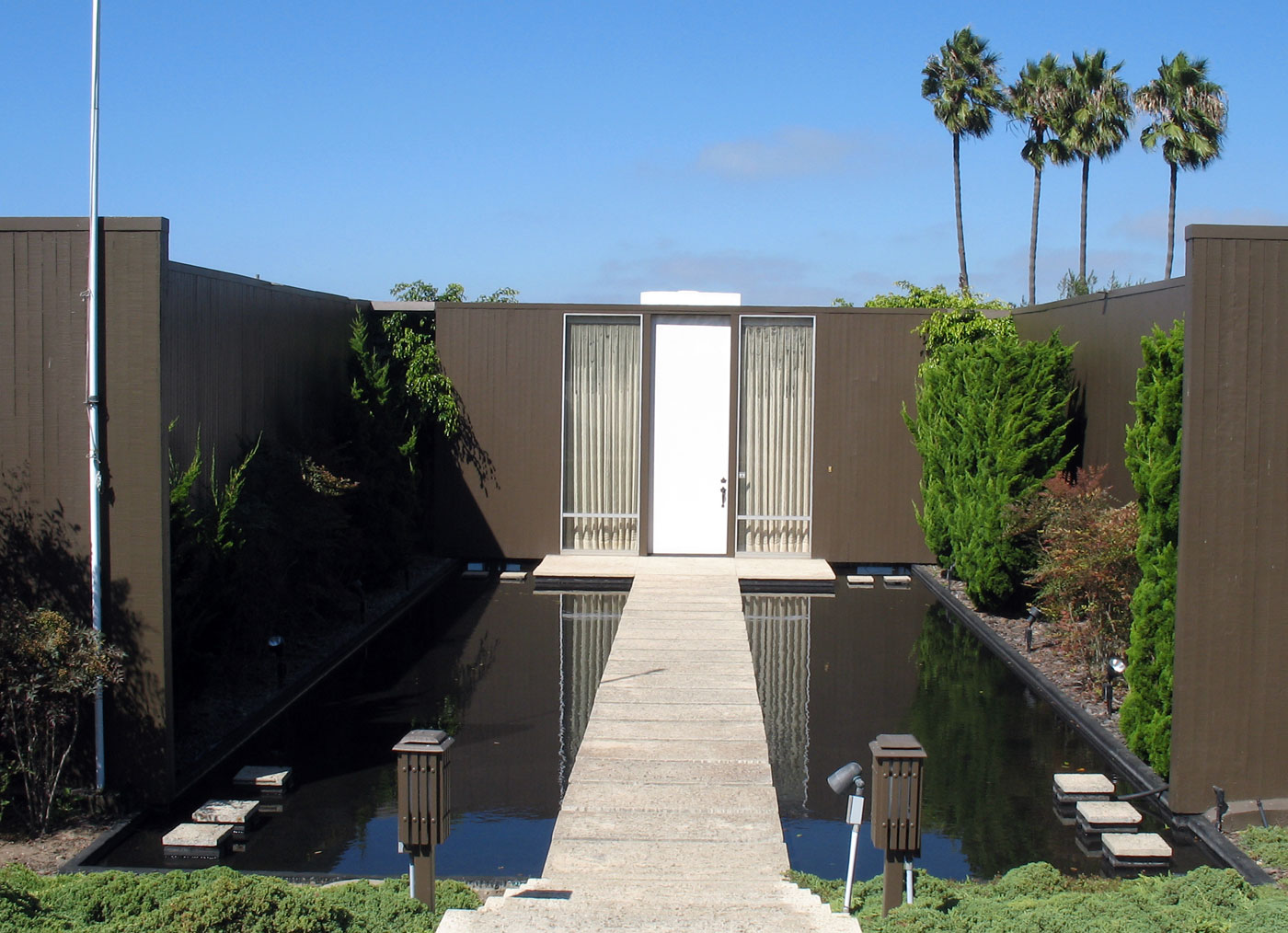
Case Study House n°23 (Triad) conçue par Edward Killingsworth, Brady & Smith

La numérotation des Case Study Houses peut varier selon les sources : les numéros 16 à 20 ont en particulier été attribués deux fois.
- CSH n° 1 : Julius Ralph Davidson, North Hollywood. Le projet initial publié en 1945 est finalement réalisé en 1948 avec quelques modifications significatives.
- CSH n° 2 : Sumner Spaulding et John Rex, construite à Arcadia avec des modifications par rapport au projet de 1945.
- CSH n° 3 : William Wurster et Theodore Bernardi, Los Angeles.
- CSH n° 4 : Ralph Rapson, Greenbelt House (maison ceinture verte), non construite. Ce projet novateur avait la particularité d'intégrer la nature à la maison.
- CSH n° 5 : Whitney R. Smith, Loggia House, non construite.
- CSH n° 6 : Richard Neutra, Omega, non construite.
- CSH n° 7 : Thornton Abell, construite à San Gabriel avec des modifications par rapport au projet initial.
- CSH n° 8 : Charles et Ray Eames, Eames House, Pacific Palisades. Elle est conçue par Charles Eames et Eero Saarinen avant d'être substantiellement modifiée par Charles et Ray Eames.
- CSH n° 9 : Charles Eames et Eero Saarinen, Entenza House, Pacific Palisades. Conçue pour John Entenza, cette maison est voisine de la Eames House.
- CSH n° 10 : Kemper Nomland et Kemper Nomland Jr., Pasadena. Cette maison fut ajoutée au programme après sa clôture.
- CSH n° 11 : Julius Ralph Davidson, Los Angeles. Cette maison est la première des Case Study House construite. Après son achèvement, elle est visitée par 55 000 visiteurs.
- CSH n° 12 : Whitney R. Smith, non construite.
- CSH n° 13 : Richard Neutra, Alpha, non construite.
- CSH n° 15 : Julius Ralph Davidson, La Cañada Flintridge.
- CSH n° 16 : Rodney Walker, Beverly Hills.
- CSH n° 17 : Rodney Walker, Los Angeles.
- CSH n° 18 : Rodney Walker, Pacific Palisades.
- CSH n° 20 : Richard Neutra, Pacific Palisades. Cette maison, conçue pour être agrandie, subit plusieurs extensions.
- CSH n° 21 : Richard Neutra, non construite.
- CSH 1950 : Raphael Soriano, Pacific Palisades.
- CSH 1953 : Craig Ellwood, Bel Air. Il s'agit de sa première maison construite.
- CSH n° 17 : Craig Ellwood, Beverly Hills. Quelques années après sa construction, elle est modifiée par ses propriétaires.
- CSH n° 18 : Craig Ellwood, Fields House, Beverly Hills. Comme la CSH n° 17 d'Ellwood, elle est modifiée par ses propriétaires.
- CSH n° 19 : Don Knorr, non construite.
- CSH n° 20 : Buff, Straub, and Hensman, Saul Bass House, Altadena.
- CSH n° 21 : Pierre Koenig, Bailey House, West Hollywood.
- CSH n° 22 : Pierre Koenig, Stahl House, West Hollywood. Cette maison, située sur un promontoire, est remarquable notamment pour son séjour en surplomb.
- CSH n° 23 : Edward Killingsworth, Brady & Smith, Triad, La Jolla. Il s'agit d'un projet de trois maisons adjacentes liées les unes avec les autres.
- CSH n° 24 : A. Quincy Jones and Frederick E. Emmons, non construite.
- CSH n° 25 : Edward Killingsworth, Brady & Smith, Franck House, Long Beach.
- CSH n° 26 : David (Beverley) Thorne, Harrison House, San Rafael.
- CSH n° 26 : Edward Killingsworth, Brady & Smith, non construite.
- CSH n° 27 : Campbell & Wong, non construite.
- CSH n° 28 : Buff & Hensman, Thousand Oaks.
- Case Study Apartments n° 1 : Alfred Beadle, Phoenix. Conçu comme la première phase d'un projet de 80 appartements, cet ensemble compte 3 appartements.
- Case Study Apartments n° 2 : Edward Killingsworth, Brady & Smith, non construit.